# Syrische Fußballnationalmannschaft der Frauen
Die syrische Fußballnationalmannschaft der Frauen ist die Auswahlmannschaft des syrischen Fußballverbandes, die das Land Syrien auf internationaler Ebene bei Frauen-Länderspielen vertritt.

## Geschichte
Das erste bekannte Spiel der Mannschaft war in der Westasienmeisterschaft 2005, wo die Mannschaft am 23. September gegen die Auswahl des Iran eine 0:5-Niederlage kassierte. Im Wettbewerb selbst folgte ein 4:0-Sieg über Palästina sowie ein 2:1-Sieg über die Mannschaft des Bahrain. Mit sechs Punkten wurde Platz drei erreicht. Bei der Ausgabe 2007 konnte kein Punkt geholt werden, womit man Letzter wurde. Bei der Austragung 2010 nahm die Mannschaft nicht teil. Im Oktober 2010 trat das Team beim Arabia Women’s Cup 2010 an. In Gruppe A belegte man mit drei Punkten den dritten Platz. Die drei Punkte entstammen einem 12:0-Sieg über Katar, womit die Mannschaft ihren höchsten Länderspiel-Erfolg erzielen konnte.
Die nächste Teilnahme bei der Westasienmeisterschaft war im darauffolgenden Jahr 2011, wo die Mannschaft in Gruppe B nur ein Tor und keinen Punkt erzielte und erneut letzter wurde. Seither nahm die Mannschaft bei keiner weiteren Ausgabe des Wettbewerbs teil.
An einer Qualifikation für die Asienmeisterschaft nahm die Mannschaft bei der Ausgabe für  2018 teil. In Gruppe D eines Qualifikationsturniers in Vietnam im April 2017 konnte ebenfalls kein einziger Sieg errungen werden. Es gab eine 0:1-Niederlage gegen Singapur. Gegen Vietnam, Myanmar und den Iran verlor man jeweils mit mindestens elf Gegentoren.

## Turniere

### Olympische Spiele
- 1996 bis 2028: Nicht teilgenommen

### Weltmeisterschaft
- 1991 bis 2015: Nicht teilgenommen
- 2019: Nicht qualifiziert
- 2023 bis 2027: Nicht teilgenommen

### Asienmeisterschaft
- 1975 bis 2014: Nicht teilgenommen
- 2018: Nicht qualifiziert
- 2022 bis 2026: Nicht teilgenommen